# Lillix
Lillix (anteriormente Tigerlily) es una banda canadiense de pop rock formada en 1997 exclusivamente por chicas. Se hicieron conocidas por la canción "What I Like About You" que es una versión de la banda de rock The Romantics que va dedicada especialmente a la película de Disney Freaky Friday.

## Historia

### Primeros años
En 1997, las hermanas Tasha Ray Evin y Lacey Lee Evin, conformaron una banda llamada "Tigerlily", para hacer algo con su tiempo libre. Las hermanas crecieron mayormente influenciadas (y casi adictas) por la colección de rock de su papá. Lacey-Lee recuerda: "Tasha y yo escuchábamos 'Kokomo' de The Beach Boys una y otra vez hasta que lo sabíamos de memoria, ¡y luego lo cantábamos frente a todos!". Esto comenzó la actuación de las chicas.
Reclutando a dos amigas de la escuela, Louise Burns y Sierra Hills, "Tigerlily" finalmente se formó. Tasha comenzó a aprender sus canciones favoritas de Hanson y Radiohead en la guitarra, mientras que Lacey descubrió varios temas de Supertramp y Queen para tocar en su teclado. Louise y Sierra quedaron con bajo y batería, respectivamente. Pronto "Tigerlily" comenzó a tocar en la pequeña ciudad de Cranbrook. La manera de cantar de las chicas y sus talentos como compositoras comenzó a florecer, y hasta grabaron algunos maquetas. Las grabaciones capturaron los oídos de sus nuevos seguidores en la ciudad, la emisora de radio local y, finalmente de Maverick Records.

### Cambios y cercanía a la fama
Tigerlily firmó con Maverick Records en 2001, reemplazó a su baterista Sierra Hills por Kim Urhahn y cambió su nombre a "Lillix", Tasha explicó: "El nombre Tigerlily ya había sido tomado, y teníamos que cambiarlo. Queríamos algo parecido al nombre anterior, así que, quitamos el "tiger" y agregamos una "x" al final, formando "Lillix". El álbum debut de Lillix, "Falling Uphill" realizado en mayo de 2003, vendió más de medio millón de copias en todo el mundo, con ayuda de los hit singles "It's about time", "Tomorrow", y el cover del clásico "What I like about you" de The Romantics (que apareció en la banda sonora de "Un viernes de locos", y tenía como co-estrella a Lindsay Lohan en su videoclip). Las chicas hicieron conciertos en el Warped Tour, compartiendo escenario con Kiss y Christina Aguilera, e hicieron giras por todo Canadá, Estados Unidos y Japón (donde el álbum alcanzó la categoría de 'oro'). También tenían una Nominación Juno para "Mejor nueva banda" y "Mejor álbum Pop" de ese año.
En agosto de 2005, Alicia Warrington se incorporó a la banda, y Lillix lanzó su más maduro álbum "Inside The Hollow", producido por James Michael (Motley Crue, Scorpions, Sixx A.M.) y Jeff Saltzman (The Killers). El sencillo “Sweet Temptation (Hollow)”, fue votado como uno de los "Top 100 Songs of 2006" en la revista Blender.
Después del "Inside The Hollow Tour 2006", Lillix decidió tomar un descanso y reagrupar, haciendo que Alicia y la miembro fundadora Louise, dejaran la banda. Las hermanas Evin querían un contundente "baterista de rock" y lo encontraron en Eric Hoodicoff a tres horas de su ciudad, en otra pequeña ciudad de BC, llamada Castlegar. Eric Hoodicoff no era ajeno a tocar en bandas, ya había estado en varias bandas alrededor de BC antes de unirse a Lillix. "He estado en bandas de punk, bandas de pop, bandas de metal e incluso una banda tributo a Scorpions!", Explicó Eric. Durante casi un año, Lacey, Tasha y Eric audicionaron con otros músicos, tratando de completar la alineación. La banda se trasladó a Vancouver, BC, donde Tasha decidió que quería cambiar al bajo. Todo lo que necesitaban era un "guitarrista de rock". Introdujeron a Britt Black, miembro fundador del grupo Liveonrelease que lanzó 2 álbumes en Warner Music y obtuvo el éxito con el tema "I'm Afraid of Britney Spears", que apareció en la popular película "Dude, Where's My Car". Más recientemente Britt ha desempeñado guitarra de artista internacional Bif Naked, y lanzó un disco en solitario "Britt Black" en todo el mundo, haciendo giras, incluyendo la totalidad del Vans Warped Tour 06.

## Discografía

### Álbumes de estudio
- Falling Uphill
- Inside the Hollow
- Tigerlily
- Insano

### Sencillos
- 2003: "It's About Time"
- 2003: "What I Like About You"
- 2003: "Tomorrow
- 2016: "Tigerlily with KSHMR"